# Атгарван

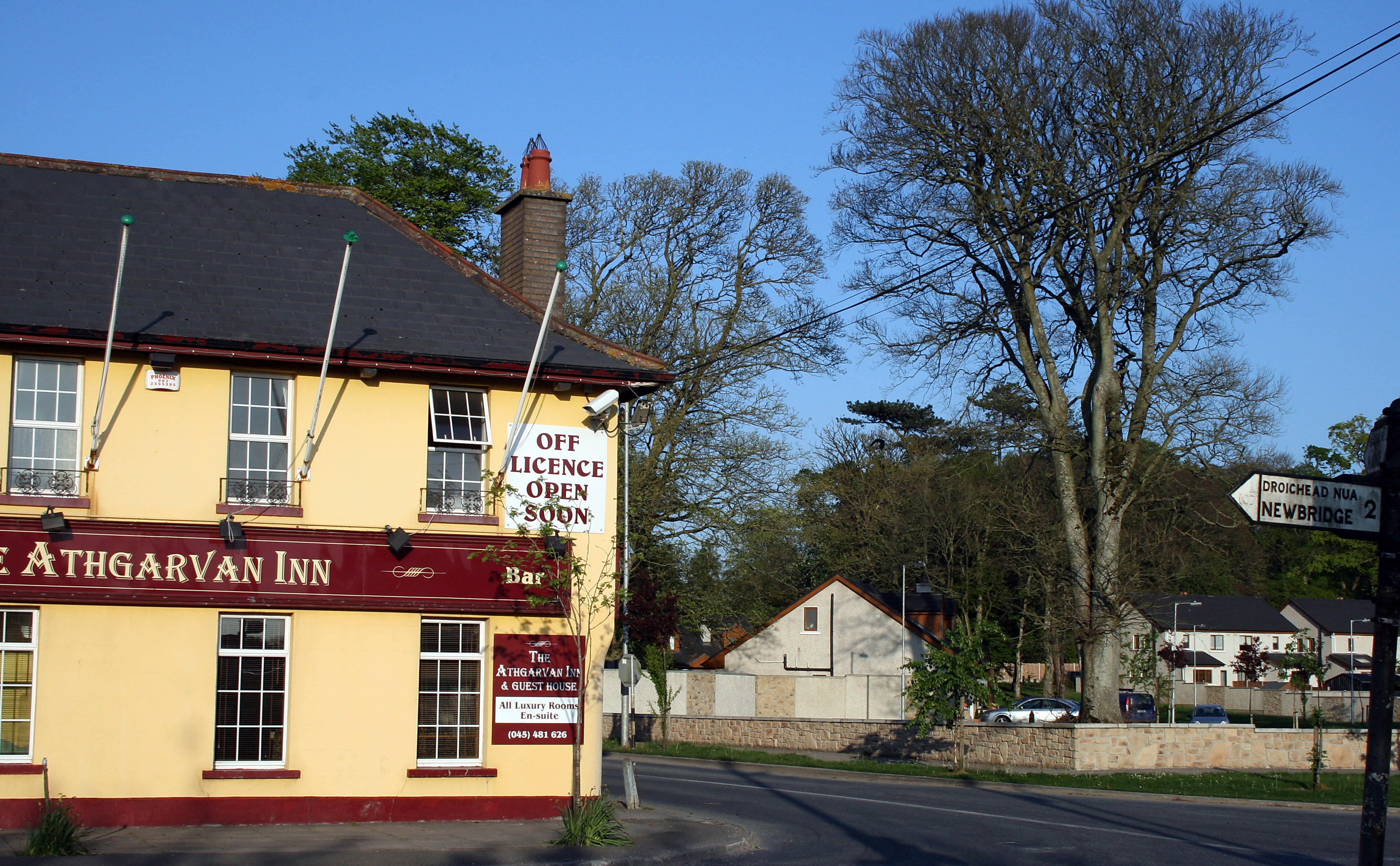

Атгарван (англ. Athgarvan; ирл. Áth Garbháin) — деревня в Ирландии, находится в графстве Килдэр (провинция Ленстер) у трассы R416, неподалёку от M7.